# PON!
『PON!』（ポン）は、2010年3月29日から2018年9月27日まで日本テレビと中京テレビで毎週月 - 木曜日10:25 - 11:30（JST）に生放送されていた情報・バラエティ番組である。ハイビジョン制作。

## 概要
2010年3月26日まで平日10:25 - 11:25に放送されていた『おもいッきりDON!第1部 おもいッきりPON!』のリニューアル版番組である。同年3月末まで平日11:25 - 11:30に放送されていた『おまけのDON!』（月曜 - 水曜）と『ご存じですか』（木曜・金曜）が終了した関係で、『おもいッきりPON!』から5分拡大された。
『ラジかる!!』、『ラジかるッ』、『おもいッきりDON! 1025』、『おもいッきりPON!』同様に汐留・日テレタワー「ゼロスタジオ」からの放送となっている。
2011年3月28日から新番組『ヒルナンデス!』の開始に伴い、事前番組として平日11:25 - 11:30に『まもなく!ヒルナンデス!』が放送されることになったため（2012年3月まで、後番組は『ママモコモてれび』）、放送時間が『おもいッきりPON!』時代と同じ10:25 - 11:25に短縮された。なお、2014年4月1日より、3年ぶりに放送終了時刻が11:30になり、再び5分拡大するとともに、同年3月31日までの後続番組『ママモコモてれび』を本番組の11:10頃に内包した（『ママモコモ』は2016年3月31日放送分で終了）。
同年4月14日から7月28日まで、木曜21:54 - 22:00にミニ番組『miniPON!』が放送された（関東ローカル）。週替わりの一社提供番組で、毎週テーマを決めて雑談やゲームをしていた。当番組の生放送終了後に収録されていた。他の番組宣伝のため休止することがあった。
日本テレビ系列局の大半では、当番組の時間帯に、自社制作番組・系列外から購入した番組・テレビショッピングの放送やドラマ・バラエティ番組の再放送を実施しており、当番組の同時ネットを常時実施している系列局は2局にとどまる。ただし、それ以外の系列局でも、大規模災害への対応や編成上の事情などで臨時ネットを実施することがある（後述）。
2015年10月5日の放送より、新MCに青木源太（日本テレビアナウンサー）が加わるとともに、タイトルロゴやスタジオセットを一新（増田セバスチャンが監修）、ヒャダイン作曲によるテーマ曲「PON to the Future!」の採用、時刻表示のデザイン変更といった大リニューアルを実施。
2016年3月28日より月 - 木曜日の放送へ変更、内容もエンタメ情報専門となり「エンタメ専門リサーチ情報まとめTV」として、芸能情報を軸にテレビ・映画・音楽・舞台・イベント・インターネット・スポーツ・アミューズメントパークなど、視聴者の関心の高いものに絞り込み、裏話などを紹介する。なお、金曜日の後継番組として同年3月までは同日16時台前半の通販番組『女神のマルシェ』および、後半の長寿テレビアニメ『それいけ!アンパンマン』を5時間25分前倒しし、続く11:25からの5分間はミニ番組枠となった（2017年3月31日までは『アナQUIZ』を放送）。
当番組の非ネット地域でネット化を求める声も多く上がっていたほか、視聴者から「前座番組『スッキリ』の放送時間を縮小した上で、当番組を9:55開始（拡大）にしてほしい」「金曜版を再開してほしい」「プロ野球・読売ジャイアンツのコーナーを作ってほしい」との意見も寄せられていた。
2018年9月27日をもって終了し、9年間の歴史に幕を下ろした（旧『おもいッきりDON!1025』→『おもいッきりPON!』時代（2009年3月30日 - 2010年3月26日）を含めると10年間）。後継番組として同年10月1日から『バゲット』を開始し、青木は同番組に続役となった。また、当番組の終了と同時に、『汐留スタイル!』以来（2003年3月31日 - ）から16年間に渡って続いたゼロスタジオからの生放送番組が消滅。なお、当番組で放送されていたコーナーの内、後座番組『NNNストレイトニュース』の告知コーナーや「日テレポシュレ」については『バゲット』でも引き続き放送されている。

## 出演者
| 月曜日 | 火曜日                                                  | 水曜日                                                  | 木曜日                                                |
| MC | MC                                                      | MC                                                      | MC                                                    |
| --- | ------------------------------------------------------- | ------------------------------------------------------- | ----------------------------------------------------- |
| ビビる大木 | ビビる大木                                              | 岡田圭右（ますだおかだ）                                | 岡田圭右 ビビる大木                                   |
| 青木源太（日本テレビアナウンサー） |                                                         |                                                         |                                                       |
| パネリスト |                                                         |                                                         |                                                       |
| 増田貴久（NEWS） 関根麻里 ※1 澤部佑（ハライチ） あらぽん（ANZEN漫才） ※1                                                                                 | 辺見えみり ロッチ （コカドケンタロウ・中岡創一）        | 小嶋陽菜 ヒャダイン                                     | 椿鬼奴 木下優樹菜                                     |
| （日替わりゲストパネラー） |                                                         |                                                         |                                                       |
| 芸人リポーター |                                                         |                                                         |                                                       |
| カミナリ （竹内まなぶ・石田たくみ） | 銀シャリ （鰻和弘・橋本直）                             | 永野                                                    | ブルゾンちえみ with B                                 |
| アナウンサー |                                                         |                                                         |                                                       |
| 山本紘之・笹崎里菜 （両名とも、日本テレビアナウンサー）                                                                                                  | 山本紘之・笹崎里菜 （両名とも、日本テレビアナウンサー） | 山本紘之・笹崎里菜 （両名とも、日本テレビアナウンサー） | [ 注 5 ]                                              |
| その他レギュラー |                                                         |                                                         |                                                       |
| | 大柳葵理絵(FRONT ROW編集長)                             |                                                         | 西岡健吾（MAG!C☆PRINCE） ザ・たっち（たくや・かずや） |
| お天気お兄さん |                                                         |                                                         |                                                       |
| 河井佑樹 | 小澤廉                                                  | 元木聖也                                                | 大城光（MAG!C☆PRINCE）                                |
| 最新のニュース |                                                         |                                                         |                                                       |
| 森富美（日本テレビアナウンサー） |                                                         |                                                         |                                                       |
| 「日テレポシュレ」 |                                                         |                                                         |                                                       |
| くわばたりえ（クワバタオハラ） 遼河はるひ （日替わりゲスト1〜2名） 児嶋浩次郎、渡辺ミエコ、こにわ、ほか（商品説明担当） 栗田圭、三石琴乃（ナレーション） |                                                         |                                                         |                                                       |

※1 通常は隔週交代で出演するが、週によっては連続出演、もしくはそろって出演する場合もある。

### 不定期出演
- 駒井千佳子（芸能リポーター）
- ボルサリーノ・関（お笑いタレント） - 不定期企画「ボルサリーノ関の出張!開運飯食堂」を担当。
- アイリ（モデル・タレント、二所ノ関親方・高田みづえ夫妻の長女） - 不定期で相撲解説を担当。
- 熊江琉唯（ファッションモデル）
- 奈良岡希実子（気象予報士）

### 座席順
各曜日ごとのMC・パネリストらの席順は以下の通り（ゲストなどの配置は除く）。
| 各曜日の着席順（メインテーブル席の左側から順。） | 各曜日の着席順（メインテーブル席の左側から順。） | 各曜日の着席順（メインテーブル席の左側から順。） | 各曜日の着席順（メインテーブル席の左側から順。） | 各曜日の着席順（メインテーブル席の左側から順。） | 各曜日の着席順（メインテーブル席の左側から順。） | 各曜日の着席順（メインテーブル席の左側から順。） | 各曜日の着席順（メインテーブル席の左側から順。） | 各曜日の着席順（メインテーブル席の左側から順。） | 各曜日の着席順（メインテーブル席の左側から順。） |
| ------------------------------------------------ | ------------------------------------------------ | ------------------------------------------------ | ------------------------------------------------ | ------------------------------------------------ | ------------------------------------------------ | ------------------------------------------------ | ------------------------------------------------ | ------------------------------------------------ | ------------------------------------------------ |
| 月                                               | 笹崎                                             | 山本                                             | 竹内・石田                                       | 青木                                             | 大木                                             | 増田                                             | 関根                                             | 澤部                                             | あらぽん                                         |
| 火                                               | 笹崎                                             | 山本                                             | 鰻・橋本                                         | 青木                                             | 大木                                             | 辺見                                             | コカド                                           | 中岡                                             |                                                  |
| 水                                               |                                                  | 笹崎                                             | 山本                                             | 青木                                             | 岡田                                             | 小嶋                                             | ヒャダイン                                       | 永野                                             |                                                  |
| 木                                               |                                                  | ブルゾン with B                                  | ブルゾン with B                                  | 青木                                             | 岡田                                             | 大木                                             | 木下                                             | 鬼奴                                             |                                                  |

### 補足
- 現在、木曜日は岡田と大木がダブルMCを務める（メインは岡田）。なお、以前は祝日の放送でダブルMCを務めていた（その他、祝日以外に特別回でダブルMCの場合もあった）。
- 大木、岡田のどちらかが夏季休暇などにより出演しない場合、もう片方が1週間通しでMCを務める（その場合、木曜日も単独MCとなる）。
- 青木が季節休暇（夏・冬・春）や出張などにより不在の場合、山本が代行でMCを務める。
- この他、各曜日ともレギュラーパネラーに加え、ゲストパネラー1組が番組宣伝などの関係で出演することがある（ただし、トークコーナーには同席しない[注 9]）。なお、ゲストパネラーは番組途中で退席するが、場合によってはエンディングまで出演することもある。
- 「日テレポシュレ」（2017年9月までは「PON!PON!ポシュレ」）では2017年3月までコーナー冒頭でお天気お姉さん（2016年10月より木曜日のみお天気お兄さん＝西岡）が商品紹介を担当してからコーナー本編に入っていたが、お天気お姉さん廃止および「お笑い10秒LIVE!」新設に伴い商品紹介をやめ、そのまま本編に入る形となった。
- 青木の衣装は冬場はカーディガン、夏場はベストを着用している。服の色は赤、青、緑、黄、オレンジ、ピンク、水色、紫、紺など、放送日ごとに異なっている（ネクタイもその日の色に合わせる）が、特に着用する順番は決まっていない[注 10]。また山本も2016年以降はカーディガンおよびベストを着用（こちらもネクタイを色に合わせる）、主に青系の色（紺、青、水色など）を着用していた[注 11]が、番組末期[注 12]はジャケット着用で出演した。
- 番組では上述のレギュラー出演者は勿論の事、下記の過去のレギュラー出演者も総称して「PON!ファミリー」と呼んでいる。レギュラー以外にも、エンタメ取材（芸人突撃など）の登場回数やゲスト出演の常連となっている著名人などがファミリーに数えられることがある。自称「PON!心のレギュラー」であり「ジャニッPON!」顧問の二宮和也（嵐）を始めとして、市川海老蔵、大泉洋（TEAM NACS）[注 13]、金子賢、斎藤工、武井咲、中島健人（Sexy Zone）、中村アン[注 14]、菜々緒[注 15]、松坂桃李、山田裕貴といったような人気者の他、明石家さんまの物真似で知られるほいけんたなどがそれに該当する。
- 2018年1月以降、番組冒頭でのレギュラー出演者全員の氏名がスクロールで表示されている（ゲストなどは従来通り）。
- 番組公式サイトのトップページにはレギュラー出演者の集合写真が掲載されており、各曜日ごとに交代で表示する（毎日0:00に更新）。なお、金・土・日曜日は木曜レギュラーの集合写真を掲載している[注 16]。
- 2020年11月29日放送の中京テレビ「前略、大とくさん」にて大木がゲストとして出演した青木と番組終了以来久しぶりに共演を果たしている。

### 歴代の出演者
※氏名、肩書はすべて出演当時。
| 歴代出演者一覧                        | 歴代出演者一覧   | 歴代出演者一覧                         | 歴代出演者一覧            |
| 出演者                                | 曜日             | 出演・担当枠                           | 出演期間                  |
| ------------------------------------- | ---------------- | -------------------------------------- | ------------------------- |
| 山本高広                              | 月曜日           | パネリスト・突撃芸人                   | 2010年04月 - 09月         |
| 大西ライオン                          | 月曜日           | 曜日企画                               | 2010年04月 - 09月         |
| いまぶーむ                            | 火曜日           | パネリスト・突撃芸人                   | 2010年04月 - 09月         |
| 超新塾                                | 水曜日           | パネリスト・突撃芸人                   | 2010年04月 - 09月         |
| 西田美歩                              | 水曜日           | お天気お姉さん                         | 2010年04月 - 09月         |
| Vanilla Mood                          | 月 - 金          | 演奏                                   | 2010年04月 - 09月         |
| 山口宇史（EE男）                      | 月曜日           | 突撃芸人                               | 2010年10月 - 12月         |
| 慶                                    | 月曜日           | 突撃芸人                               | 2010年10月 - 12月         |
| 中山エミリ                            | 金曜日           | パネリスト                             | 2010年11月 - 12月         |
| 虎南有香                              | 月曜日           | 曜日企画                               | 2010年04月 - 2011年03月   |
| ザブングル                            | 火曜日           | 曜日企画                               | 2010年04月 - 09月         |
| ザブングル                            | 水曜日           | パネリスト・突撃芸人                   | 2010年10月 - 2011年03月   |
| マシンガンズ                          | 水曜日           | 曜日企画                               | 2010年04月 - 2011年03月   |
| 高松美里                              | 水曜日           | 曜日企画・お天気お姉さん               | 2010年10月 - 2011年03月   |
| 天津                                  | 木曜日           | パネリスト・突撃芸人                   | 2010年04月 - 2011年03月   |
| 宮澤智                                | 火・金           | お天気お姉さん                         | 2010年04月 - 2011年03月   |
| 高橋みなみ                            | 金曜日           | 曜日企画                               | 2010年04月 - 2011年03月   |
| 峯岸みなみ（AKB48）                   | 金曜日           | 曜日企画                               | 2010年04月 - 2011年03月   |
| 豊田順子（日本テレビアナウンサー）    | 月 - 金          | ニュース担当                           | 2010年04月 - 2011年03月   |
| U字工事                               | 月曜日           | 曜日企画                               | 2010年10月 - 2011年09月   |
| コア                                  | 月曜日           | 突撃芸人                               | 2011年01月 - 09月         |
| おかもとまり                          | 火曜日           | パネリスト                             | 2011年04月 - 09月         |
| 梅小鉢                                | 水曜日           | 曜日企画                               | 2011年04月 - 09月         |
| パンダユナイテッド                    | 水曜日           | 曜日企画                               | 2011年04月 - 09月         |
| 2700                                  | 木曜日           | パネリスト・突撃芸人                   | 2011年04月 - 09月         |
| 澤山璃奈                              | 月・木           | お天気お姉さん                         | 2010年04月 - 2011年03月   |
| 澤山璃奈                              | 金曜日           | 曜日企画                               | 2011年04月 - 09月         |
| 東海林のり子                          | 月 - 金          | 「ポシュレ」担当                       | 2010年04月 - 2011年09月   |
| 吉岡美穂                              | 月 - 金          | 「ポシュレ」担当                       | 2010年04月 - 2011年09月   |
| 笑撃戦隊                              | 月曜日           | 突撃芸人                               | 2011年01月 - 2012年03月   |
| 松山メアリ                            | 月曜日           | 曜日企画                               | 2011年04月 - 2012年03月   |
| 安めぐみ                              | 火曜日           | パネリスト                             | 2010年04月 - 2011年03月   |
| 安めぐみ                              | 月曜日           | パネリスト                             | 2011年04月 - 09月         |
| 安めぐみ                              | 火曜日           | パネリスト                             | 2011年10月 - 2012年03月   |
| アジアン                              | 火曜日           | 曜日企画                               | 2010年10月 - 2012年03月   |
| 麻倉みな                              | 水曜日           | お天気お姉さん                         | 2011年04月 - 2012年03月   |
| 神戸蘭子                              | 木曜日           | パネリスト                             | 2010年04月 - 2012年03月   |
| 博多華丸・大吉                        | 金曜日           | 曜日企画                               | 2010年04月 - 2012年03月   |
| 孫きょう                              | 金曜日（隔週）   | 曜日企画                               | 2011年10月 - 2012年03月   |
| 小林よう                              | 火・金           | お天気お姉さん                         | 2011年04月 - 2012年03月   |
| 青山浩之                              | 木曜日           | 曜日企画                               | 2011年10月 - 2012年09月   |
| 日菜あこ                              | 金曜日           | 曜日企画                               | 2011年10月 - 2012年09月   |
| DJ michi（山村美智）                  | 月 - 金          | DJ                                     | 2012年09月 - 11月         |
| ラブリ                                | 水曜日           | お天気お姉さん                         | 2012年04月 - 12月         |
| レッド吉田（TIM）                     | 月曜日           | パネリスト                             | 2010年10月 - 2013年03月   |
| マリカ                                | 月曜日           | 突撃芸人                               | 2012年04月 - 2013年03月   |
| 国生さゆり                            | 火曜日           | パネリスト                             | 2012年04月 - 2013年03月   |
| スリムクラブ                          | 火曜日           | パネリスト・突撃芸人                   | 2012年04月 - 2013年03月   |
| Wエンジン                             | 水曜日           | 曜日企画                               | 2010年04月 - 2011年03月   |
| Wエンジン                             | 水曜日           | パネリスト・突撃芸人                   | 2011年04月 - 2013年03月   |
| バッドボーイズ                        | 木曜日           | パネリスト・突撃芸人                   | 2011年10月 - 2013年03月   |
| 新井恵理那                            | 月・木           | お天気お姉さん                         | 2012年04月 - 2013年03月   |
| 鳥居みゆき                            | 金曜日           | パネリスト・突撃芸人                   | 2010年04月 - 2013年03月   |
| こにわ（小庭康正）                    | 木曜日           | 曜日企画                               | 2010年04月 - 2012年09月   |
| こにわ（小庭康正）                    | 金曜日           | 曜日企画                               | 2012年10月 - 2013年03月   |
| こにわ（小庭康正）                    | 不定期           | 「ポシュレ」担当                       | （時期不明） - 2018年09月 |
| こにわ（小庭康正）                    | 不定期           | 「PON!オリンピックキャスター（仮）」   | 2014年02月、2016年08月    |
| こにわ（小庭康正）                    | 不定期           | 「PON!ワールドカップキャスター（仮）」 | 2014年06月 - 07月         |
| 高松リナ                              | 火・金           | お天気お姉さん                         | 2012年04月 - 12月         |
| 高松リナ                              | 火・水・金       | お天気お姉さん                         | 2013年01月 - 03月         |
| スザンヌ                              | 月曜日           | パネリスト                             | 2010年04月 - 2011年03月   |
| スザンヌ                              | 金曜日           | パネリスト                             | 2011年04月 - 2013年03月   |
| スザンヌ                              | 木曜日           | パネリスト                             | 2013年04月 - 10月         |
| 鈴木美潮                              | 木曜日           | パネリスト                             | 2010年04月 - 2013年09月   |
| 鈴木美潮                              | 水曜日           | パネリスト                             | 2013年10月 - 12月         |
| 名越康文                              | 月曜日           | パネリスト                             | 2010年04月 - 2014年03月   |
| ケチン・ダ・コチン                    | 月曜日           | 突撃芸人                               | 2013年04月 - 2014年03月   |
| 坂下千里子                            | 金曜日           | パネリスト                             | 2010年04月 - 2013年03月   |
| 坂下千里子                            | 火曜日           | パネリスト                             | 2013年04月 - 2014年03月   |
| 広海・深海                            | 火曜日           | 曜日企画                               | 2010年10月 - 2014年3月    |
| 吉田怜菜                              | 水曜日           | お天気お姉さん                         | 2013年04月 - 2014年03月   |
| うしろシティ                          | 木曜日           | パネリスト・突撃芸人                   | 2013年04月 - 2014年03月   |
| 島田秀平                              | 木曜日           | 曜日企画                               | 2010年04月 - 2014年03月   |
| 知念沙也樺                            | 月・木           | お天気お姉さん                         | 2013年04月 - 2014年03月   |
| 荻原博子                              | 金曜日           | パネリスト                             | 2010年04月 - 2014年03月   |
| ガリバートンネル                      | 金曜日           | 突撃芸人                               | 2013年04月 - 2014年03月   |
| 西田有沙                              | 月・木           | お天気お姉さん                         | 2011年04月 - 2012年03月   |
| 西田有沙                              | 木曜日           | 曜日企画                               | 2012年04月 - 09月         |
| 西田有沙                              | 金曜日           | 曜日企画                               | 2012年10月 - 2014年03月   |
| 右手愛美                              | 火・金           | お天気お姉さん                         | 2013年04月 - 2014年03月   |
| 西村知美                              | 月 - 金          | 「ポシュレ」担当                       | 2011年10月 - 2014年03月   |
| 竹内都子                              | 月 - 金          | 「ポシュレ」担当                       | 2011年10月 - 2014年03月   |
| 佐藤良子 （日本テレビアナウンサー）   | 月 - 金          | MC                                     | 2011年10月 - 2013年03月   |
| 佐藤良子 （日本テレビアナウンサー）   | 木・金           | MC                                     | 2013年04月 - 2014年09月   |
| 杉上佐智枝 （日本テレビアナウンサー） | 月 - 金          | MC                                     | 2010年04月 - 2011年09月   |
| 杉上佐智枝 （日本テレビアナウンサー） | 月 - 水          | MC                                     | 2013年04月 - 2014年12月   |
| ブルーリバー                          | 月曜日           | 突撃芸人                               | 2014年04月 - 2015年03月   |
| 木下ひなこ                            | 月曜日           | 曜日企画・お天気お姉さん               | 2014年04月 - 2015年03月   |
| 大山卓也（ナタリー編集長）            | 火曜日           | パネリスト                             | 2014年04月 - 2015年03月   |
| 田畑藤本                              | 火曜日           | 突撃芸人                               | 2014年04月 - 2015年03月   |
| 尾崎美紀                              | 火曜日           | お天気お姉さん                         | 2014年04月 - 2015年03月   |
| 江奈さやか                            | 水曜日           | 曜日企画・お天気お姉さん               | 2014年04月 - 2015年03月   |
| 芹那                                  | 火曜日           | パネリスト                             | 2012年04月 - 2013年03月   |
| 芹那                                  | 月曜日           | パネリスト                             | 2013年04月 - 2014年03月   |
| 芹那                                  | 木曜日           | パネリスト                             | 2014年04月 - 2015年03月   |
| オジンオズボーン                      | 木曜日           | パネリスト・突撃芸人                   | 2014年04月 - 2015年03月   |
| ケリーアン                            | 木曜日           | お天気お姉さん                         | 2014年04月 - 2015年03月   |
| アレクサ                              | 金曜日           | 曜日企画                               | 2014年04月 - 2015年03月   |
| 小松美咲                              | 金曜日           | お天気お姉さん                         | 2014年04月 - 2015年03月   |
| 和田佑（座敷ボウラー）                | 木曜日           | 突撃芸人                               | 2015年04月 - 05月         |
| 藤本美貴                              | 木曜日           | パネリスト                             | 2014年04月 - 2015年03月   |
| 藤本美貴                              | 月曜日           | パネリスト                             | 2015年04月 - 06月         |
| 山田五郎                              | 火曜日           | パネリスト・特集（月1回）              | 2010年04月 - 2014年03月   |
| 山田五郎                              | 金曜日（月1）    | パネリスト・特集                       | 2014年04月 - 2015年09月   |
| 新谷里映                              | 月曜日           | パネリスト                             | 2014年04月 - 2015年09月   |
| 安村直樹 （日本テレビアナウンサー）   | 金曜日           | マイスタ前中継・芸人応援               | 2014年04月 - 2015年03月   |
| 安村直樹 （日本テレビアナウンサー）   | 月曜日           | マイスタ前中継・芸人応援               | 2015年04月 - 09月         |
| キンタロー。                          | 火曜日           | 曜日企画                               | 2014年04月 - 2015年03月   |
| キンタロー。                          | 火曜日           | パネリスト・曜日企画                   | 2015年04月 - 09月         |
| 徳島えりか（日本テレビアナウンサー）  | 月・火           | MC                                     | 2015年01月 - 09月         |
| チョコレートプラネット                | 火曜日           | 突撃芸人                               | 2015年04月 - 09月         |
| 濱田マリ                              | 水曜日           | パネリスト                             | 2014年04月 - 2015年09月   |
| 品田英雄                              | 水曜日           | パネリスト                             | 2010年04月 - 2013年09月   |
| 品田英雄                              | 木曜日           | パネリスト                             | 2013年10月 - 2015年09月   |
| 重盛さと美                            | 木曜日           | 曜日企画                               | 2010年10月 - 2012年03月   |
| 重盛さと美                            | 木曜日           | パネリスト                             | 2012年04月 - 09月         |
| 重盛さと美                            | 木曜日           | 曜日企画                               | 2012年10月 - 2015年07月   |
| 重盛さと美                            | 木曜日           | パネリスト                             | 2015年07月 - 09月         |
| バービー （フォーリンラブ）           | 月曜日           | パネリスト                             | 2013年04月 - 2015年03月   |
| バービー （フォーリンラブ）           | 木曜日           | パネリスト                             | 2015年04月 - 09月         |
| 菅谷大介（日本テレビアナウンサー）    | 木曜日           | 曜日企画                               | 2014年04月 - 2015年09月   |
| 土屋巴瑞季                            | 木曜日           | パネリスト                             | 2012年04月 - 2013年03月   |
| 土屋巴瑞季                            | 金曜日           | 曜日企画                               | 2013年04月 - 2015年09月   |
| あべこうじ                            | 火曜日           | パネリスト・突撃芸人                   | 2013年04月 - 2014年03月   |
| あべこうじ                            | 金曜日           | パネリスト・突撃芸人                   | 2014年04月 - 2015年03月   |
| あべこうじ                            | 金曜日           | パネリスト・突撃芸人・曜日企画         | 2015年04月 - 09月         |
| 上田まりえ                            | 木・金           | MC                                     | 2014年10月 - 12月         |
| 上田まりえ                            | 水 - 金          | MC                                     | 2015年01月 - 09月         |
| 浜内千波                              | 月曜日           | 曜日企画                               | 2010年04月 - 2016年03月   |
| 中村昌也                              | 月曜日           | 曜日企画                               | 2012年04月 - 2015年09月   |
| 中村昌也                              | 月曜日           | パネリスト                             | 2015年10月 - 2016年03月   |
| 阿久津愼太郎                          | 月曜日           | 曜日企画                               | 2015年10月 - 2016年03月   |
| 小林ディスカス                        | 火曜日           | 曜日企画                               | 2015年10月 - 2016年03月   |
| 篠田麻里子                            | 水曜日           | パネリスト                             | 2010年04月 - 2016年03月   |
| 絵美里                                | 火曜日           | パネリスト                             | 2013年04月 - 2015年09月   |
| 絵美里                                | 火曜日           | 曜日企画                               | 2014年04月 - 2015年09月   |
| 絵美里                                | 木曜日           | パネリスト                             | 2015年10月 - 2016年03月   |
| 山下永夏                              | 火・木           | お天気お姉さん                         | 2015年04月 - 2016年03月   |
| 原田ゆか                              | 月曜日           | お天気お姉さん                         | 2015年04月 - 2016年03月   |
| 原田ゆか                              | 月曜日           | 曜日企画                               | 2015年04月 - 2015年09月   |
| 原田ゆか                              | 金曜日           | 曜日企画                               | 2015年10月 - 2016年03月   |
| 窪真理                                | 水曜日           | 曜日企画・お天気お姉さん               | 2015年04月 - 2016年03月   |
| 窪真理                                | 金曜日           | お天気お姉さん                         | 2015年04月 - 2016年03月   |
| 窪真理                                | 金曜日           | 曜日企画                               | 2015年10月 - 2016年03月   |
| 金井貴史（座敷ボウラー）              | 木曜日           | 突撃芸人                               | 2015年04月 - 09月         |
| 厚切りジェイソン                      | 月曜日           | 突撃芸人                               | 2015年04月 - 2016年03月   |
| 厚切りジェイソン                      | 月曜日           | 曜日企画                               | 2016年04月 - 09月         |
| 篠原ともえ                            | 金曜日           | パネリスト                             | 2013年04月 - 10月         |
| 篠原ともえ                            | 木曜日           | パネリスト                             | 2013年11月 - 2015年03月   |
| 篠原ともえ                            | 火曜日           | パネリスト                             | 2015年04月 - 2016年09月   |
| 篠原ともえ                            | 火曜日           | 曜日企画                               | 2015年10月 - 2016年09月   |
| クロちゃん（安田大サーカス）          | 火曜日           | 突撃芸人・曜日企画                     | 2015年04月 - 2016年09月   |
| 朝比奈彩                              | 金曜日           | 曜日企画                               | 2015年04月 - 2016年03月   |
| 朝比奈彩                              | 火曜日           | 曜日企画                               | 2015年10月 - 2016年03月   |
| 朝比奈彩                              | 水曜日           | パネリスト・曜日企画                   | 2016年04月 - 09月         |
| 眞木美咲パメラ                        | 水曜日           | お天気お姉さん                         | 2016年05月 - 09月         |
| DJ MICKEY（坂上みき）                 | 月 - 金          | DJ                                     | 2010年03月 - 2016年03月   |
| DJ MICKEY（坂上みき）                 | 月 - 木          | DJ                                     | 2016年04月 - 09月         |
| クマムシ                              | 木曜日           | 突撃芸人                               | 2015年04月 - 2016年09月   |
| 矢沢心                                | 月曜日           | パネリスト                             | 2016年04月 - 2017年03月   |
| 熊江琉唯                              | 月曜日           | お天気お姉さん                         | 2016年04月 - 2017年03月   |
| 熊江琉唯                              | 不定期           | エンタメ情報・特集など                 | 2017年01月 - 2018年       |
| 相席スタート                          | 水曜日           | 突撃芸人                               | 2015年04月 - 2016年03月   |
| 相席スタート                          | 火曜日           | 曜日企画                               | 2016年04月 - 09月         |
| 相席スタート                          | 月曜日           | 曜日企画                               | 2016年10月 - 2017年03月   |
| コーヒールンバ                        | 水曜日           | 曜日企画                               | 2016年04月 - 09月         |
| コーヒールンバ                        | 火曜日           | 曜日企画                               | 2016年10月 - 2017年03月   |
| 大石絵理                              | 火曜日           | お天気お姉さん                         | 2016年04月 - 2017年03月   |
| 三浦優奈                              | 木曜日           | お天気お姉さん                         | 2016年04月 - 09月         |
| 三浦優奈                              | 水曜日           | お天気お姉さん                         | 2016年10月 - 2017年03月   |
| 丸山礼                                | 月曜日           | 曜日企画                               | 2016年04月 - 09月         |
| 丸山礼                                | 木曜日           | 曜日企画                               | 2016年10月 - 2017年03月   |
| 小原正子 （クワバタオハラ）           | 月 - 金          | 「ポシュレ」担当                       | 2014年04月 - 2016年03月   |
| 小原正子 （クワバタオハラ）           | 月 - 木          | 「ポシュレ」担当                       | 2016年04月 - 2017年03月   |
| 華原朋美                              | 月曜日           | パネリスト                             | 2015年04月 - 2017年09月   |
| 本木敦                                | 月曜日           | お天気お兄さん                         | 2017年04月 - 2018年03月   |
| 佐藤智広                              | 火曜日           | お天気お兄さん                         | 2017年04月 - 2018年03月   |
| 松本大志                              | 水曜日           | お天気お兄さん                         | 2017年04月 - 2018年03月   |
| 春香クリスティーン                    | 月 - 木          | 「ポシュレ」担当                       | 2017年01月 - 2018年03月   |
| 川島葵                                | 木曜日           | 曜日企画                               | 201802月 - 2018年07月     |
| ビビる大木                            | 月 - 水          | MC                                     | 2010年03月 - 2016年03月   |
| ビビる大木                            | 月・火・木       | MC                                     | 2016年03月 - 2018年09月   |
| 岡田圭右 （ますだおかだ）             | 木・金           | MC                                     | 2010年03月 - 2016年03月   |
| 岡田圭右 （ますだおかだ）             | 水・木           | MC                                     | 2016年03月 - 2018年09月   |
| 青木源太 （日本テレビアナウンサー）   | 月 - 金          | MC                                     | 2015年10月 - 2016年03月   |
| 青木源太 （日本テレビアナウンサー）   | 月 - 木          | MC                                     | 2016年03月 - 2018年09月   |
| 澤部佑（ハライチ）                    | 月曜日           | パネリスト                             | 2017年04月 - 2018年09月   |
| カミナリ                              | 月曜日           | 芸人リポーター                         | 2017年04月 - 2018年09月   |
| 関根麻里                              | 月曜日（隔）     | パネリスト                             | 2017年10月 - 2018年09月   |
| あらぽん（ANZEN漫才）                 | 月曜日（隔）     | パネリスト                             | 2017年10月 - 2018年09月   |
| 増田貴久（NEWS）                      | 月曜日           | パネリスト                             | 2018年04月 - 09月         |
| 河井佑樹                              | 月曜日           | お天気お兄さん                         | 2018年04月 - 09月         |
| 辺見えみり                            | 木曜日           | パネリスト                             | 2015年04月 - 2016年03月   |
| 辺見えみり                            | 火曜日           | パネリスト                             | 2016年03月 - 2018年09月   |
| ロッチ                                | 水曜日           | パネリスト・突撃芸人                   | 2013年04月 - 2015年09月   |
| ロッチ                                | 水曜日           | パネリスト                             | 2015年10月 - 2016年09月   |
| ロッチ                                | 火曜日           | パネリスト                             | 2016年10月 - 2018年09月   |
| 銀シャリ                              | 火曜日           | 芸人リポーター                         | 2017年04月 - 2018年09月   |
| 大柳葵理絵                            | 水曜日           | パネリスト                             | 2014年04月 - 2015年09月   |
| 大柳葵理絵                            | 木曜日（月1）    | 特集                                   | 2015年10月 - 2016年03月   |
| 大柳葵理絵                            | 火曜日（不定期） | 特集                                   | 2016年03月 - 2018年       |
| 小澤廉                                | 火曜日           | お天気お兄さん                         | 2018年04月 - 09月         |
| 小嶋陽菜                              | 金曜日           | 曜日企画                               | 2010年04月 - 2011年03月   |
| 小嶋陽菜                              | 金曜日           | パネリスト                             | 2013年04月 - 2016年03月   |
| 小嶋陽菜                              | 月曜日           | パネリスト                             | 2011年04月 - 2013年03月   |
| 小嶋陽菜                              | 水曜日           | パネリスト                             | 2016年04月 - 2018年09月   |
| ヒャダイン                            | 金曜日           | パネリスト                             | 2014年04月 - 2016年03月   |
| ヒャダイン                            | 水曜日           | パネリスト                             | 2016年04月 - 2018年09月   |
| 永野                                  | 金曜日           | 特集（ナレーション）                   | 2015年10月 - 2016年03月   |
| 永野                                  | 水曜日           | 曜日企画・芸人リポーター               | 2016年04月 - 2018年09月   |
| 元木聖也                              | 水曜日           | お天気お兄さん                         | 2018年04月 - 09月         |
| 山本紘之 （日本テレビアナウンサー）   | 水曜日           | 曜日企画                               | 2014年04月 - 2016年03月   |
| 山本紘之 （日本テレビアナウンサー）   | 火曜日           | エンタメ情報                           | 2016年04月 - 09月         |
| 山本紘之 （日本テレビアナウンサー）   | 火・水           | エンタメ情報                           | 2016年10月 - 2017年12月   |
| 山本紘之 （日本テレビアナウンサー）   | 月 - 水          | エンタメ情報                           | 2018年01月 - 09月         |
| 笹崎里菜（日本テレビアナウンサー）    | 月 - 水          | エンタメ情報                           | 2017年10月 - 2018年09月   |
| 椿鬼奴                                | 金曜日           | パネリスト                             | 2013年04月 - 2014年03月   |
| 椿鬼奴                                | 火曜日           | パネリスト                             | 2014年04月 - 2015年03月   |
| 椿鬼奴                                | 火曜日           | パネリスト                             | 2015年10月 - 2016年03月   |
| 椿鬼奴                                | 月曜日           | パネリスト                             | 2015年04月 - 09月         |
| 椿鬼奴                                | 木曜日           | パネリスト                             | 2016年03月 - 2018年09月   |
| 木下優樹菜                            | 木曜日           | パネリスト                             | 2016年03月 - 2018年09月   |
| 西岡健吾 （MAG!C☆PRINCE）             | 木曜日           | お天気お兄さん                         | 2016年10月 - 2018年03月   |
| 西岡健吾 （MAG!C☆PRINCE）             | 木曜日           | パネリスト・曜日企画                   | 2018年04月 - 09月         |
| ブルゾンちえみ with B                 | 木曜日           | 芸人リポーター                         | 2017年04月 - 2018年09月   |
| 大城光（MAG!C☆PRINCE）                | 木曜日           | お天気お兄さん                         | 2018年04月 - 09月         |
| ザ・たっち                            | 月 - 金          | 天カメ中継                             | 2010年04月 - 2013年03月   |
| ザ・たっち                            | 火・木           | 天カメ中継                             | 2013年04月 - 2014年03月   |
| ザ・たっち                            | 木曜日           | 天カメ中継                             | 2014年04月 - 09月         |
| ザ・たっち                            | 月曜日           | 天カメ中継                             | 2014年10月 - 2015年03月   |
| ザ・たっち                            | 金曜日           | 天カメ中継                             | 2015年04月 - 08月         |
| ザ・たっち                            | 金曜日           | 「チェック!チェックチェック!」         | 2015年04月 - 2016年03月   |
| ザ・たっち                            | 木曜日           | 「チェック!チェックチェック!」         | 2016年03月 - 2018年09月   |
| 森富美 （日本テレビアナウンサー）     | 月 - 金          | ニュース担当                           | 2011年04月 - 2016年03月   |
| 森富美 （日本テレビアナウンサー）     | 月 - 木          | ニュース担当                           | 2016年03月 - 2018年09月   |
| くわばたりえ （クワバタオハラ）       | 月 - 金          | 「ポシュレ」担当                       | 2014年04月 - 2016年03月   |
| くわばたりえ （クワバタオハラ）       | 月 - 木          | 「ポシュレ」担当                       | 2016年03月 - 2018年09月   |
| 遼河はるひ                            | 月 - 金 月 - 木  | 「ポシュレ」担当                       | （時期不明） - 2018年09月 |
| 児嶋浩次郎                            | 月 - 金 月 - 木  | 「ポシュレ」担当                       | （時期不明） - 2018年09月 |
| 渡辺ミエコ                            | 月 - 金 月 - 木  | 「ポシュレ」担当                       | （時期不明） - 2018年09月 |

## タイムテーブル
（※2018年9月27日番組終了時点。ただし9月時点で休止中だったコーナーも含める）
| 時刻                | コーナー                                         | コーナー                                         | コーナー                                         | コーナー                                         | 詳細 |
| 時刻                | 月曜日                                           | 火曜日                                           | 水曜日                                           | 木曜日                                           | 詳細 |
| ------------------- | ------------------------------------------------ | ------------------------------------------------ | ------------------------------------------------ | ------------------------------------------------ | --- |
| 10:23.15            | 15秒予告アイキャッチ                             | 15秒予告アイキャッチ                             | 15秒予告アイキャッチ                             | 15秒予告アイキャッチ                             | 前座番組『スッキリ』の本編終了直後に放送。ゼロスタから当日出演のレギュラー陣が放送内容を予告し、その後90秒間のステブレCMを挟んで本編に入る。 |
| 10:25.00            | オープニング映像                                 | オープニング映像                                 | オープニング映像                                 | オープニング映像                                 | CGによるオープニングタイトルとオープニングテーマ曲(「PON of the Future」、作曲：ヒャダイン)に乗せてスタート。 |
| 10:25.15 ↓ 11:08.59 | オープニング                                     | オープニング                                     | オープニング                                     | オープニング                                     | 当日のMCとスタジオパネリストが、ゼロスタ内にスタンバイ。大木・岡田、青木が挨拶し、レギュラー出演者を紹介。フリートーク後、次コーナーを振る。なお、レギュラー出演者氏名のテロップ表示はスクロール状に連続して表示される（例「岡田圭右ますだおかだ・ビビる大木・青木源太日本テレビアナウンサー…」）。 また、冒頭からゲストがいる場合、ゲストを最初に紹介する。曜日企画後に、ゲストが出演する日本テレビ系列で放送予定の番組を紹介する。 ※重大ニュースが発生している場合、一部および全体の番組内容を変更（オープニングおよびコーナーを短縮・休止）し、ゼロスタおよびニュースフロアから速報を伝える。 なお、以前はエンタメまとめ（下述）の後オープニングに（木曜日はタイトルの後そのまま）入っていた。 |
| 10:25.15 ↓ 11:08.59 | 東京の空模様（中継・天気）                       | 東京の空模様（中継・天気）                       | 東京の空模様（中継・天気）                       | 東京の空模様（中継・天気）                       | 番組最末期（2018年9月現在）。山本が東京都内のスポットに出向き、現地から見所やおすすめグルメなどをリポートで紹介する（この際、ゼロスタの大木（または岡田）が山本に対して茶々を入れることがある）。 中継先からの挨拶の後、気象予報士の奈良岡希実子が東京の天気の現況を解説し、前橋・東京・横浜・名古屋のこれから3時間の気象予報を伝えた後、再度中継をつなぐ。 |
| 10:25.15 ↓ 11:08.59 | 「今朝のゴシッPON!」                             | 「今朝のゴシッPON!」                             | 「今朝のゴシッPON!」                             | 「今朝のゴシッPON!」                             | その日に届いた最新の芸能ニュースと、そのニュースにおける最新の裏事情などを紹介する。ただし芸能に限らず、スポーツなども扱う場合がある。 ジャニーズ事務所関連は「ジャニッPON!」として紹介される。 複数のエンタメ情報をフラッシュで紹介する場合「まとめ」として、番組独自で様々な芸能人・著名人の動向を紹介する（なお、VTR右上には紹介番号および点数が表示される）。 |
| 10:25.15 ↓ 11:08.59 | エンタメ情報                                     | エンタメ情報                                     | エンタメ情報                                     | エンタメ情報                                     | 今、気になるエンタメ情報を番組独自の目線で紹介する。曜日毎のレギュラー芸人や青木、ディレクターらが、注目の記事やイベントに登場したタレントへ放送前日に取材した模様や、番組独自でリポートした企画を放送する。 |
| 10:25.15 ↓ 11:08.59 | 最新グルメ・トレンド情報（日替わり）             | 最新グルメ・トレンド情報（日替わり）             | 最新グルメ・トレンド情報（日替わり）             | 最新グルメ・トレンド情報（日替わり）             | 最新のトレンド・流行（人気グルメ、お役立ちグッズなど）や各都道府県アンテナショップの売れ筋商品のベスト5などを日替わりで紹介する。 |
| 10:25.15 ↓ 11:08.59 | 日替わり企画                                     | 日替わり企画                                     | 日替わり企画                                     | 日替わり企画                                     | 曜日毎に異なる中継・VTR企画が放送される。曜日によってはゲストを迎えることがある。 - 月曜日「カミナリのビリビリする話」 カミナリが芸能人の元を訪れ、独特のツッコミと茨城弁を駆使した裏情報を紹介する。 - 火曜日「銀シャリのほっかほっかトーク」 銀シャリが芸能人やスポーツ選手らの元を訪れ、最新の裏情報を紹介する。 - 火曜日「海外セレブワイドショー ゴシッPON!」 「FRONT ROW」編集長・大柳葵理絵が海外セレブに関する情報をベスト5形式で紹介する。 - 水曜日「永野にお"シェー"て〜!」 永野が芸人ならではの独自の方法で、ゲストの元を訪れあらゆる情報を聞き出す。 - 水曜日「山本マイク〜いま、会いたい人は?〜」 「青木マイク」の後継企画。山本が街頭などに出向き、街行く人々にインタビューを行い、今一番会いたい人とその人への思いについて聞く。 - 木曜日「ブルゾンちえみのキャリアウーマンQ」 ブルゾンちえみ with Bが芸能人の元を訪れ、with Bの背中に貼られたカードにある質問からクイズ形式で裏情報を紹介する。 - 木曜日「with B企画」 with B（コウジ・ダイキ）がおすすめのトレンド（スイーツ、美容など）を紹介する。コーナータイトルは内容により変わる。 - 不定期「ボルサリーノ関の出張!開運飯食堂」 ボルサリーノの関好江が山本とともに、願いを叶えたい芸能人のもとへ出向き、関が運気を上げる食材を使った料理をふるまう。 - 曜日不定「出張PON!マイク」 番組最末期（2018年9月現在）。日本テレビ系でその日の夜（ゴールデン・プライム枠）に放送される番組の収録現場に「PON!」の飾り付きマイクを置き、出演者に直撃質問する。 |
| 10:25.15 ↓ 11:08.59 | 「PON!PON!話そう フェニックスの部屋」            | 「PON!PON!話そう フェニックスの部屋」            | 「PON!PON!話そう フェニックスの部屋」            | 「PON!PON!話そう フェニックスの部屋」            | レギュラー陣とゲストによるトークコーナー。 通常はパネラー席の反対側にあるトークセット「フェニックスの部屋」（フェニックスを模したバルーンセット）で行うが、ゲストパネラーがトークゲストも兼ねている場合、パネラー席で行うこともある。 ※ただし、特別企画を行う場合など、当日の番組進行により休止する場合もある。 |
| 11:10.30            | NNNストレイトニュース                            | NNNストレイトニュース                            | NNNストレイトニュース                            | NNNストレイトニュース                            | 報道フロアから森富美が『NNNストレイトニュース』から最新ニュース3項目を簡潔に伝える（このうち1項目を映像付きで紹介する）。最後に「この後のストレイトニュースで詳しくお伝えします」と挨拶し終了。 このコーナーを以て中京テレビは実質飛び降り。（番組表上は11:25まで） |
| 11:13.00            |                                                  |                                                  |                                                  | 「たっちのチェック!チェックチェック!」           | 【ローカル枠扱い】 ザ・たっちが企業を訪問し、注目の新製品を紹介する。 |
| 11:15.00            | 「お笑い10秒LIVE!」                              | 「お笑い10秒LIVE!」                              | 「お笑い10秒LIVE!」                              | 「お笑い10秒LIVE!」                              | 【ローカル枠扱い】 各曜日レギュラー芸人（カミナリ、銀シャリ、永野、ブルゾンちえみ With B）が10秒間という短い時間でネタを披露する。 |
| 11:15.10            | 日テレポシュレ                                   | 日テレポシュレ                                   | 日テレポシュレ                                   | 日テレポシュレ                                   | 【ローカル枠扱い】 通販コーナー。 |
| 11:26.30            | 最新の天気予報 視聴者プレゼント紹介 エンディング | 最新の天気予報 視聴者プレゼント紹介 エンディング | 最新の天気予報 視聴者プレゼント紹介 エンディング | 最新の天気予報 視聴者プレゼント紹介 エンディング | 【ローカル枠扱い】 出演者全員がゼロスタ前に集合し、お天気お兄さんが気象庁11時発表の関東地方の最新の天気予報を伝える（番組最終期の2018年9月は映画『3D彼女』とコラボレーションを行った）。 天気に続けて、視聴者プレゼントを紹介する。 最後にフリートークの後「明日もPON!」という大木・岡田の掛け声で締める。 また、年末の岡田担当最終日（年度により、最終放送日の場合もあった）には、岡田が新年の干支ギャグを発表して締めるのが定例となっていた。 |
| 11:28.00            | CM（ステブレ）                                   | CM（ステブレ）                                   | CM（ステブレ）                                   | CM（ステブレ）                                   | 11:30.00 『NNNストレイトニュース』に続く。 |

### 過去のコーナー
| 過去のコーナー | 過去のコーナー                                             | 過去のコーナー | 過去のコーナー |
| 時刻           | コーナー                                                   | 詳細 |                |
| -------------- | ---------------------------------------------------------- | --- | -------------- |
| 10:25.00       | オープニングコーナー                                       | (2010年4月 - 2014年3月)お天気カメラの映像をバックにオープニングタイトルとオープニングテーマ曲が流れるとともに、「今日○月○日は○○の日（有名人の誕生日や歴史上の出来事など）だーPON!」の掛け声でスタジオのカメラに切り替わり、パネリストの紹介とオープニングコーナーに入る。 (2014年4月 - 2015年9月)当日のMCとスタジオパネリストが、ゼロスタ内にスタンバイ。お天気カメラの映像をバックに、オープニングタイトルとオープニングテーマ曲(「PON!のテーマ」、作曲：中田ヤスタカ)を放送した後で「今日も始まるよー!PON!」という大木・岡田の掛け声の後、サブMC（杉上・佐藤・上田・徳島）が放送内容をラインナップ形式で紹介。ゼロスタ内のカメラに切り替わり、フリートーク後、次コーナーを振る。 番宣スタジオゲストがいる場合、簡単にゲストを紹介。曜日企画後に、ゲストが出演する日本テレビ系列で放送予定の番組を紹介する。 - 月曜日「今週の格言」 有名人、著名人の格言を紹介する。 - 火曜日「龍馬JIN」 坂本龍馬が生きていた時代（主に幕末）の人物やそのエピソードを幕末通の大木が紹介する。 - 火曜日「箱根駅DEN」 箱根駅伝を楽しく観るための情報を紹介する。 - 火曜日「広海・深海のキレイになりた〜い!」 広海・深海オススメの美容グッズを紹介する。 - 水曜日「今週のパワースポット」 都内で話題のパワースポットを紹介する。 - 水曜日「AKB48篠田麻里子のファッションチェック」 篠田が当日のファッションのポイントを解説する。 - 木曜日「PON!っと菜園」 ゼロスタで野菜が育っていく様子を観察する。 - 木曜日「今週の東京スカイツリーウォッチング」 東京スカイツリーの建築状況を、2010年1月7日の観察開始時（254m）と比べ、ミニ情報を交えながら紹介する。スカイツリーの開業に伴い終了。 - 木曜日「持ち込み企画」 出演者が考案した企画をレギュラーコーナーにできるか試みる。 - 金曜日「PON!的週末星座占い」 週末の運勢とラッキーな時間帯を紹介する。 （2018年） - 木曜日「検索急上昇ランキング」 Googleの集計結果をもとに、1週間にわたって検索されたワードの上昇率をランキングにして発表する。コーナー進行は川島葵が担当。 |                |
| ↓              | 「エンタメよーいPON!」                                     | 『ラジかるッ』の「DJ TERUの特だねワイド」のエンタメニュースの部分を受け継ぐ内容で、スポーツ紙、夕刊紙などからの芸能ニュースをDJ MICKEYが紹介する。また、注目エンタメについてエンタメ雑誌編集者であるパネリストが解説する。 後半は、メッセージVTRを交えながら、日本テレビ系列で放送予定の番組や、公開・上演・発売間近の映像・舞台・音楽作品を紹介する。新譜紹介では注目アーティストが、お勧めのグルメメニューを紹介する。重大ニュースが発生した場合、当放送枠を短縮する。 - 火曜日「クロちゃんのアイドル推し問答」 アイドル好きのクロちゃんが、自らが推すアイドル1組を紹介し、その魅力について出演者らとともにトークする。 |                |
| ↓              | 曜日企画①                                                  | 2016年3月までは、曜日毎に異なる中継企画が放送されていた。 - 月曜日「いますぐマネシピ 心配ないさ〜」→「いますぐマネシピ 簡単すぎてごめんねごめんね〜」→「いますぐマネシピ ちなみにヘルシー!!」→「浜内千波のいますぐマネシピ」 マイスタジオから誰でも簡単に作れる料理を浜内千波らが紹介する。 - 火曜日「アートの祭り! ゾックゾクするやろ」→「アートに恋して アジアンの純真」 話題の展覧会や美術館を紹介する。 - 火曜日「絵美里とキンタロー。のキレイをフライングゲット」 絵美里とキンタロー。がモデルやセレブの間で流行っているオシャレなグッズやアイテム、美容法を紹介する。 - 火曜日「YES! ディスカス!!」 小林ディスカスと朝比奈彩が人気スポットに出没し、女性のファッションをコーディネートする。 (※2015年8月 - 9月は木曜日の穴埋め企画として放送された。) - 水曜日「PON!PON!ランキング」 週替わりのランキング（月に1回はレコチョク着うたフル月間ランキング）のベスト5を紹介する。2011年6月までは週間視聴率ランキング（関東地区、ビデオリサーチ調べ）も紹介されていた。 - 水曜日「美〜Life〜」 美を武器に活躍する輝く女性の美の秘訣を徹底解剖する。 - 水曜日「中岡家の食卓」 パネラー席前に設置された即席セットからロッチ・中岡とお天気お姉さん（江名さやか→窪真理）のコントを交えつつ、山本が生活や行楽に役立つテクニックを紹介する。 - 木曜日「お手を拝借! 手相でスッPON!」 話題の芸能人をゲストに迎え、ゲストの本性を手相で判断する。『おもいッきりPON!』では金曜日に放送されていた。 - 木曜日「PON!と上達 これでモテる字〜!!」 美しい字を書いてモテモテになるための方法を教える。 - 木曜日「話題のニュースが誰でもわかる教室」 バーチャルCGセットを使い、菅谷と重盛が専門家を交えて話題のニュースについて解説する。 - 金曜日「行けば大吉! 週末“華丸”スポット」 博多華丸・大吉とノースリーブスが、週末のおすすめスポットやオープン前日のスポット・イベント会場を巡りながら紹介する。 - 金曜日「きょう行く 教育いい〜んです!」 ユニークな教育で優秀な子どもを育てている幼稚園を訪ねる。 - 金曜日「金曜どうしよう あことここ行こ!」 週末に家族で楽しめるスポットを紹介する。 - 金曜日「生で行くけどじゃけんにしないで!」 週末におすすめのお出かけスポットや注目の番組など様々な現場を紹介する。 - 金曜日「（ありさと巴瑞季→巴瑞季とアレクサ）の週末いいこと」 週末におすすめのお出かけスポットなどの情報を伝える。 - 金曜日「今これ流行ってます 知らないとヘコむわー」 あべこうじ、土屋巴瑞季、朝比奈彩が週末におすすめのお出かけスポットなどの情報を伝える。 - 金曜日（月に1回）「ア〜トおどろく!!為になる五郎」 山田五郎の解説を交え、美術展等の旬なアートスポットを紹介する。 - 金曜日「PON!PON!探検隊」 朝比奈彩、原田ゆか、窪真理の3人が探検隊となり、東京都内の秘密スポットに潜入リポートする。なお、ナレーションは永野が担当。 (※2015年8月 - 9月は木曜日の穴埋め企画として放送された。) 「突撃!PON!PON!リサーチ」（2016年3月28日 - 9月29日） - 月曜日「厚切りジェイソンの Why? 芸能人 People!」 厚切りジェイソンが毎回、芸能人を訪問し、日本の芸能界の「Why?」（疑問）を一刀両断する。 - 火曜日「相席スタート ちょっとオトナの恋愛指導室」 相席スタート・山崎ケイが恋愛データを基に毎回、芸能人に恋愛指南をする。 - 水曜日「ボクはテレビ1年生 永野の、教えて先輩!」 テレビ1年生の永野が、テレビの先輩である芸能人にテレビの世界で生き抜くための極意を学ぶ。 （2016年10月以降） - 月曜日「相席スタートの!ぶっちゃけスタート」 相席スタート・山崎ケイが独自の目線に毎回、芸能人の秘密、恋愛、裏話を暴露する。 - 火曜日「コーヒールンバのこれはPON!だけの豆情報!」 コーヒーをこよなく愛するコーヒールンバが、世界各国のコーヒーをゲストに振舞い、最新の豆情報を紹介する。ゲストがコーヒードリッパーで引き当てた豆に書かれた文字により情報が引き出される。 コーヒールンバによる「ここだけの豆情ォ報ゥ!」「お目が高い!」のフレーズが名物。 - 木曜日「丸山礼のあの人に、アノ人で聞いてみた」 丸山礼があらゆる芸能人の物真似で突撃取材し、あらゆる情報を聞き出す。 中でも丸山が十八番とする秋山竜次（ロバート）の物真似で突撃する割合が多い。 |                |
| ↓              | トークコーナー                                             | - 「ハラハラトーク スタア秘宝館」 『ラジかるッ』の「うれしはずかし写真館」を受け継ぐ内容で、ゲストのお気に入りのスイーツと共に、ゲストの思い出の品やVTR、写真を通してゲストとトークする。2011年3月14日以降はスイーツ紹介を休止していたが、8月より復活した。 - 「毎日が緊急企画!ちょっとおトーク（得）」 レギュラー陣とゲストが、日替わりの「緊急企画」（おやつ・宝物・特技などの紹介）を交えながらトークを展開する。2014年8月29日までは番組内で「ちょっとおトーク」のコーナー名が用いられていたが、9月1日よりコーナー名がなくなり単にトークコーナーなどと呼ばれるようになる。ただし、番組HPでは引き続き「ちょっとおトーク」と記載されていた。 （2016年4月 - ） - 木曜日「ゲストまるわかりクイズ ピンPO〜N!」 岡田・大木の2チームに分かれ、その日の生出演ゲストに関するクイズにどちらが多く正解できるか対決する。アシスタントは西岡が（末期は大城も）担当。 このコーナーでは、視聴者参加による勝敗予想を実施していた（PC・スマートフォンのみ）。2018年6月28日放送をもって終了。 この企画が実施されない場合、ホームページでの視聴者プレゼントのみを実施していた（こちらも2018年7月5日で終了）。 |                |
| ↓              | 曜日企画②                                                  | - 火曜日「美人のおなカマ もっときれいになりた〜い!!」 モデルやセレブの間で流行っているオシャレなグッズやアイテムを紹介する。コーナー中のモデルはお天気お姉さんや金曜日企画担当の西田・土屋が務める。 - 火曜日（月に1回）「ア〜トおどろく!!為になる五郎」 山田五郎の解説を交え、美術展等の旬なアートスポットを紹介する。 - 火曜日「泣ける動画」 インターネットで話題の"泣ける"動画を毎回紹介する。 - 火曜日「トレンドキャッチ しのはら★クルクル」 話題の最新トレンドを、篠原ともえがキーワードとともに紹介・解説する。 - 水曜日「美術 〜きれいな人にはワケがある〜」 美しくなるメソッドを話題の人に聞く。 - 水曜日「○○芸人図鑑」 朝比奈彩が、注目の芸人を紹介する。 - 水曜日「イケメン筋肉観賞会」 筋肉大好きお姉さん・熊江琉唯が会長を務め、PON!女性スタッフらが今話題のイケメンマッチョ=筋肉男子を映像で紹介する。 - 木曜日「一流講師による超短期集中○○教室!」 あるテーマについて「一流」とされる講師を招いたうえで、生活に役立つテクニックや、お勧めのサービス・行楽情報を教わる。紹介VTRでは、水曜日のお天気お姉さん・吉田がモデルを務めることが多い。 - 木曜日 - 「青木マイク〜あなたは今、幸せですか?〜」 青木が街頭などに出向き、街行く人々にインタビューを行い「あなたは今、幸せですか?」と聞く。 - 「得する青木 損する羽鳥」 青木が『得する人損する人』の収録スタジオを訪れ、青木の先輩であり同番組の司会を務める羽鳥慎一とクイズで対決する。青木が正解すると1ポイント獲得すると同時に番組の見所を紹介して貰えるが、羽鳥が正解するとポイントの変動がない代わりに青木の過去の恥ずかしい映像が流れる。同番組の2時間SP放送当日などに行われていた。 また、青木は羽鳥とのクイズ対決に勝ち同番組の出演権を獲得、出演が決定した。 |                |
| ↓              | 天カメ中継                                                 | - ザ・たっちによる天カメ中継企画 - 「天カメ教室 ちょっとウケたい授業」（月・水・金） 『ラジかるッ』の「ちょっと何の日?」の後継コーナー。ザ・たっちがお天気カメラで新橋SL広場、江の島海岸など街角に登場し、人に話したらちょっとウケる知識や雑学を紹介する。 番組最終週の2018年9月24日〜9月27日に期間限定で復活、日テレタワー前広場から中継を行った。 - 「全国LIVEカメラの旅あっちこっちたっち」（火・木→木→月→金） ザ・たっちが中継先とクロマキー上の解説で、関東近郊のイベント情報を伝える。 - 「天カメクイズ 脳に喝! 〜正解したらズームイン〜」（月） マイスタ内からゲスト声優が脳に効くクイズを出題し、スタジオ出演者が正解する毎に天カメがズームインする。 - 「Yulu ゆるキャラ見放題」（水） 全国各地のゆるキャラが、マイスタ前広場からの中継に出演。ご当地情報を紹介したり、特技を披露したりする。 |                |
| 11:00頃        | お笑い企画                                                 | - 「どんよりどんびき 天カメ一武道会」（金） →「ねた自慢 ウケなかったらズームアウト」（月） マイスタ デッキから芸人がネタを披露し、面白さによってスタジオ出演者が上げる「キープ」札の数に応じて映る大きさが変わる。全てのネタで全員が「キープ」札を上げると、賞品として『PON!カレー』が贈呈される。 - 「お笑い数うちゃPON!」 詳細はこちらを参照。 |                |
| 11:01頃        | お天気お姉さんのコーナー                                   | お天気お姉さんによる曜日毎に異なる企画が放送される。 - 月曜日「ルッツルッツパンにちは」（澤山璃奈、2010年3月 - 2011年3月） 巷で話題のパンを試食して紹介し、フィギュアスケート風に点数を付ける。 - 月曜日「アリサのパン・ドゥ・トロワ」（西田有沙、2011年3月 - 9月） 巷で話題のパンを試食し、味をバレエ風に紹介する。 - 月曜日「ザッカJAPAN」（西田有沙、2011年10月 - 2012年3月） 便利なグッズをサッカーのスターティングメンバー発表風に紹介する。 - 月曜日「プロの相棒 えりすぐり」（新井恵理那、2012年4月 - 9月） プロご用達の一品を得意の弓道を披露しながら紹介する。 - 月曜日「専門店ガイド うちはこれしかやってねぇんだよ!」（新井恵理那、2012年10月 - 2013年3月） 1つの商品のみで勝負している専門店を頑固親父風に紹介する。 - 月曜日「アプリケーションプリーズ」（知念沙也樺、2013年4月 - 2014年1月） 便利なアプリをキャビンアテンダントに扮して紹介する。決め台詞は「アプリケーションプリーズ!」 - 月曜日「ひなこの動画してるぜっ!」（木下ひなこ、2014年4月 - 5月） 面白動画を得意のギターを披露しながら紹介する。決め台詞は「動画してるぜっ!」。 - 月曜日「汐留スキルアップ大学」（お天気お姉さん数名、2014年4月 - 6月、4月から5月までは水曜日） お天気お姉さんがアナウンスや食レポなど様々な技術を習得する。 - 火曜日「スイーツイン!!昼!」（宮澤智、2010年3月 - 2011年3月）（小林よう、2011年3月 - 9月） 日本全国のおいしいスイーツを紹介。決め台詞は「スイーツイン!!」。 - 火曜日「駅近グルメ 駅から近くていいかも!」（小林よう、2011年10月 - 2012年3月） 駅から近くて美味しいお店のグルメを、タモリに扮して大木と会話をしながら紹介する。 - 火曜日「手抜き食堂 楽して作リナ」（高松リナ、2012年4月 - 9月） 手間をかけずに作れる料理を、やる気のない食堂の女将さんに扮して紹介する。 - 火曜日「コンビニ新商品 それを探リナ」（高松リナ、2012年10月 - 2013年3月） コンビニの新商品を、コンビニ探偵・高松サグリナが紹介する。 - 火曜日「きょうから運行!コンビニバスツア〜」（右手愛美、2013年4月 - 2014年2月） 当日からコンビニエンスストア限定で発売される飲食物を、バスガイドに扮して紹介する。 - 火曜日「その顔が見たい!脳トレ 隠しトレ!」（2014年4月 - 6月） マイスタ内からゲストの声優・観光大使等が脳に効くクイズを出題し、スタジオ出演者が正解する毎に隠れた顔を次第に見ることができる。 - 水曜日「北の国から 2010雑貨」（西田美歩、2010年3月 - 9月） 使って便利な雑貨を、美歩五郎（黒板五郎のパロディ）が紹介する。 - 水曜日「貯まっていいこと!」（高松美里、2010年10月 - 2011年3月） 金曜レギュラーの荻原博子監修の下、誰にでも出来る簡単な節約術を紹介する。 - 水曜日「節約してmina 〜Let's save money!〜」（麻倉みな、2011年3月 - 4月） 金曜レギュラーの荻原博子監修の下、誰にでも出来る簡単な節約術を紹介する。 - 水曜日「暮らしのminaもと」（麻倉みな、2011年5月 - 9月） 知られざる暮らしの裏ワザや豆知識を紹介する。 - 水曜日「家政婦はみな」（麻倉みな、2011年10月 - 2012年3月） 家庭の豆知識を市原悦子風の家政婦に扮して紹介する。 - 水曜日「ラブリとアプリと、時々、盆栽」（ラブリ、2012年4月 - 9月） おすすめのアプリと盆栽を紹介する。 - 水曜日「売れっ子放送雑貨」（ラブリ、2012年10月 - 12月） 売れ筋の雑貨を売れっ子の放送作家に扮して紹介する。 - 水曜日「今、使えるアイドル 乃木雑貨46」（高松リナ、2013年1月 - 3月） 売れ筋の雑貨を、アイドルグループ・乃木雑貨46の一員と見立てて紹介する。 - 水曜日「水曜動画ショー」（吉田怜菜、2013年4月 - 2014年3月） 面白い動画を水野晴郎風に紹介。決め台詞は「いやぁ、動画って本当にいいもんですね!」。 - 水曜日「さやかの動画してるぜっ!」（江奈さやか、2014年5月 - 6月） 面白い動画を紹介。決め台詞は「動画してるぜっ!」。月曜日の木下ひなこからコーナーを受け継ぐ。 - 木曜日「もっとキレイになり〜な」（澤山璃奈、2010年4月 - 2011年3月） 綺麗になれるエクササイズを月替わりで紹介する。 - 木曜日「PON!とやってアリササイズ」（西田有沙、2011年3月 - 9月） 気軽にやれるエクササイズを月替わりで紹介する。 - 木曜日「ありさ2号〜アンテナショップ恋物語〜」（西田有沙、2011年10月 - 2012年3月） アンテナショップの特産品をドラマのヒロイン風に紹介する。 - 木曜日「駅から何歩?近いのわかる女」（新井恵理那、2012年4月 - 9月） 駅から近くて美味しいお店を紹介する。 - 木曜日「世界の昼食で、愛をさけぶ」（新井恵理那、2012年10月 - 2013年3月） 美味しいランチのお店をドラマのヒロイン風に紹介する。 - 木曜日「宝雑貨歌劇団」（知念沙也樺、2013年4月 - 2014年1月） 知念・重盛・うしろシティなどが宝塚歌劇団風の寸劇を披露した後に、アイデア雑貨を紹介する。 - 金曜日「智この部屋」（宮澤智、2010年4月 - 2011年3月） 番組開始当初は住宅の写真パネルがゲストという設定で、その物件の詳しい情報を発信していたが、2010年6月頃より今が旬な食材がゲストという設定で、食材の詳しい情報（おいしい食べ方など）を発信するという内容に変更。 - 金曜日「ごきげんよう」（小林よう、2011年4月 - 9月） 今が旬の食材がゲストという設定で、食材の詳しい情報（美味しい食べ方など）を紹介する。 - 金曜日「ようの料理」（小林よう、2011年10月 - 2012年3月） 旬の食材の美味しいレシピを紹介する。 - 金曜日「全力雑貨」（高松リナ、2012年4月 - 9月） 便利な雑貨を全力で紹介する。 - 金曜日「ジュリナ・ロバーツ アプリティ・ウーマン」（高松リナ、2012年10月 - 2013年3月） 話題のアプリをプリティ・ウーマンの様な都会的ないい女風に紹介する。 - 金曜日「うての動物園」（右手愛美、2013年4月 - 2014年3月） ペット飼育が可能な可愛い動物を「うての動物園」の園長が名古屋弁で紹介する。 |                |
| 11:03頃        | 今日のPV 今日誕生日の有名人→今日の運勢 最新の天気予報      | 近日開催予定のイベントや、日テレで放送予定の番組を紹介後、お天気カメラの映像をバックに、放送日前後に発売される曲のPVを流し、放送当日に誕生日を迎える有名人の一覧（後に、放送当日の星座占い上位3位）を画面上部で紹介。 その後で、リサとガスパールとのコラボレーション映像を交えながら、お天気お姉さんが気象庁11時発表の最新の全国の天気予報を伝える。 |                |
| 11:12.00       | 「ママモコモてれび」 【ローカル枠扱い】※中京テレビは別内容 | 「オトナと子どもたちの新しい関係」を提案し、「子どもの無限の可能性を伸ばす」情報を発信する。 |                |
| 11:22.15       | 【ネット局向けの飛び乗り点】 エンディングコーナー          | - 「ビビる大木のエンドリポート」（月・火・水） 大木がスポーツ紙から注目のプロ野球関連記事を紹介する。 - 「岡田圭右のニュースわおっ!」（木・金） 岡田が新聞記事の気になる話題を一刀両断する。 - 「おすべりシェイクハンド」（木曜日） 当日の放送で一番スベった出演者を岡田が選び、握手する。3回選ばれると次の週は強制的に欠席となる。 - 「岡田圭右 ベスト・ファーザーへの道」（金曜日） 全国区のベスト・ファーザーを目指す岡田のために、良き父親向けの情報を伝える。 - 「週末占いワースト!」（金曜日） 週末に最も運勢の悪い星座と時間帯を発表する。 - 「お笑い数うちゃPON!」最終得点発表 「お笑い数うちゃPON!」に出場した芸人の最終獲得点数（単位：PON!）を発表する。 - 「ヒルナンデス!見どころ」 11:55開始の『ヒルナンデス!』の見どころを紹介する。 |                |
| 11:26.45       | Vanilla Mood演奏                                           | |                |

## 使用楽曲

### 歴代オープニングテーマ
- 初代：2010年3月29日 - 2014年3月28日：「Hooked On Dixie」
- 2代目：2014年3月31日 - 2015年10月2日：「PON!のテーマ」／作曲・中田ヤスタカ
- 3代目：2015年10月5日 - 2018年9月27日：「PON to the Future」／作曲・ヒャダイン

### 番組ジングル
| 使用期間                       | 歌手名・ユニット名      |
| ------------------------------ | ----------------------- |
| 2010年3月29日 - 2010年6月25日  | 鶴                      |
| 2010年6月28日 - 2010年10月1日  | PE'Z                    |
| 2010年10月4日 - 2010年12月28日 | たむらぱん              |
| 2011年1月4日 - 2011年3月25日   | KG                      |
| 2011年3月28日 - 2011年7月1日   | SPECIAL OTHERS          |
| 2011年7月4日 - 2011年9月30日   | 土岐麻子                |
| 2011年10月3日 - 2011年12月28日 | Rake                    |
| 2012年1月4日 - 2012年3月30日   | 井手綾香                |
| 2012年4月2日 - 2012年6月29日   | 在日ファンク            |
| 2012年7月2日 - 2012年9月28日   | ORANGE RANGE            |
| 2012年10月1日 - 2012年12月28日 | 奥華子                  |
| 2013年1月4日 - 2013年3月29日   | 南波志帆                |
| 2013年4月1日 - 2013年6月28日   | ヒャダイン              |
| 2013年7月1日 - 2013年9月30日   | シシド・カフカ          |
| 2013年10月1日 - 2013年12月26日 | 赤い公園                |
| 2014年1月6日 - 2014年3月28日   | WEAVER                  |
| 2014年3月31日 - 2014年9月30日  | 中田ヤスタカ（CAPSULE） |
| 2014年10月1日 - 2014年12月26日 | 大原櫻子                |
| 2015年1月5日 - 2015年3月27日   | ［Alexandros］          |
| 2015年3月30日 - 2015年6月30日  | 大森靖子                |
| 2015年7月1日 - 10月2日         | DJみそしるとMCごはん    |
| 2015年10月5日 - 2018年9月27日  | ヒャダイン              |

## 出来事
（※注 出演者の肩書、宣伝対象番組などは当時）

### 2010年
- 3月29日（月） - 新番組『PON!』としてスタート。
- 5月16日（日） - スピンオフ番組として日本テレビ系の番組宣伝を行う『ばんせんだPON!』が13:20 - 14:00に放送された（関東ローカル）。
- 6月2日（水） - この日の午前に鳩山由紀夫首相と民主党の小沢一郎幹事長（いずれも当時）が辞意を表明したことを受け、急遽10:25 - 11:25に『NNN緊急特番 衝撃の辞意表明 鳩山首相と小沢幹事長』を放送したため急遽放送を休止した。
- 6月25日（金） - 占いのコーナー「トリプルラッキー」がこの日を以て終了した。
- 7月15日（木） - 2009年4月より月曜日 - 木曜日に放送していた福岡放送は同日でネットを終了（当初、夏休み期間限定としていた自社制作番組『お得にDON!』およびバラエティ番組再放送枠『ナツバラ!』を『アサバラ!』に改称し、9月以降も継続）。
- 10月1日（金） - Vanilla Moodが番組を卒業。プレゼントコーナーの演奏はこの日をもって終了した。
- 12月28日（火） - スピンオフ番組として日本テレビ系の年末年始の番組宣伝を行う『年末年始はコレを見ろ! 豪華芸能人に突撃だPON!』が17:00 - 17:50に放送された（『news every.』は17:50開始の短縮放送）。

### 2011年
- 1月4日（火） - 静岡第一テレビがネットを開始した（ - 2014年3月28日）。
- 2月20日（日） - スピンオフ番組として『日曜だPON!』が15:00 - 16:25に放送された（関東ローカル）。なお、産休中だった坂下千里子がこの回で復帰し、直前まで放送されていた『タケダスポーツスペシャル 第2回横浜国際女子マラソン』中継班の杉上佐智枝（日本テレビアナウンサー）に代わってMCを務めた。
- 3月3日（木） - 耳の日ということで本番組含め当日の同局系の全国ネットの生番組の全てでリアルタイム字幕放送が実施された[37]。
- 3月14日週 - 番組全編を3月11日に発生した東北地方太平洋沖地震（東日本大震災）の報道を中心に充て、普段ネットされていない地方局でも放送された[注 81]。オープニングはなし。3月18日 - 21日に日本テレビで開催予定だったイベント『春のPON!祭り』は中止されることが番組内で発表された。なお、3月14日は11:01に福島第一原子力発電所事故3号機水素爆発発生のため11:14で本番組を打ち切り、これ以降『情報ライブ ミヤネ屋』開始の13:55まで、『PON!』臨時非ネット局を含めてノーCMで『NNN報道特別番組』を放送した。さらに、3月15日から3月25日までは『NNNストレイトニュース』にステブレレスで接続した。
- 3月28日（月） - 放送2年目に突入。リニューアルを行い、出演者・コーナーを一部変更した。また、平日11:25 - 11:30に『まもなく!ヒルナンデス!』が放送されることになったため、放送時間が『おもいッきりPON!』時代と同じ10:25 - 11:25に短縮された。番組内で放送されていた「PON!×NNNストレイトニュース」のコーナーは4月4日より再開した。
- 5月28日（土） - 日テレ系ecoウィーク期間中に放送される特別番組の宣伝を行うスピンオフ番組『ecoPON!』が16:00 - 17:00に放送された（関東ローカル）。
- 9月30日（金） - 前番組『おもいッきりPON!』と合わせて2年間MCを担当してきた杉上佐智枝（日本テレビアナウンサー）が産休のために一時降板（2013年4月より復帰）。

### 2012年
- 8月20日（月） - 銀座で行われたロンドンオリンピック日本代表メダリストによるパレードを生中継した。この時の関東地区視聴率は番組歴代3位となる7%を記録、同じくこのパレードの生中継を実施したフジテレビ『ノンストップ!』（4.8%）を中継技術（5カメ、5マイクロ）・内容・獲得視聴率でも大きく引き離した[38]。

### 2013年
- 2月1日（金） - 『TV60 日テレ×NHK 60番勝負』の番組宣伝のためNHKアナウンサーの有働由美子がゲスト出演。NHKの現役女性アナウンサーが民放在京キー局制作の情報番組に出演するのは史上初であった[39]。
- 9月2日（月） - この日の放送からデータ放送をリニューアル。「クルクルPON!」の配信を開始した。
- 12月3日（火）- 12月19日（木） - 大塚食品「ボンカレー」とのコラボによりオリジナルカレーを作る企画「いきなり始動!PON!カレー部」を火曜日・木曜日限定で開催。様々な食材を使用、出演者らが試食[40][41][42][43]。最終的には「海苔の佃煮」、「辛子明太子」の2種類に決定した[44][45]。

### 2014年
- 3月28日（金） - この日をもって静岡第一テレビでのネット終了[注 82]。
- 4月1日（火） - 放送時間が10:25 - 11:30に拡大。『ママモコモてれび』を当番組に内包した（ - 2016年3月31日）。

### 2015年
- 3月6日（金）の生放送中、中継場所のマイスタジオ前で仕切りの柵が崩れ、この日ゲストとして生歌を披露した舞祭組の応援に来ていたファン3人が転倒し軽傷を負った[46]。
- 3月30日（月） - スピンオフ番組として、日テレ系の春の新番組およびPON!新年度レギュラーのPR特番『よるPON!』が「日テレプッシュ」（1:40 - 2:40、関東ローカル）枠にて放送された。
- 7月5日（日）、10月3日（土） - スピンオフ番組として、日テレ系の新ドラマのPR特番『ドラマだPON!』を放送。7月5日は14:15 - 16:00に放送された（『日曜スペシャル』枠、関東ローカル）。10月3日は13:30 - 15:05に放送された[注 83]。
- 10月5日週 - この週から新たに青木源太（日本テレビアナウンサー）が番組MC陣に加入[1]。タイトルロゴ、テーマ曲の変更およびスタジオセットや内容の一新など、大幅なリニューアルを実施。

### 2016年
- 3月25日（金）をもって金曜日の放送を終了。翌週以降、金曜日レギュラーの小嶋陽菜、ヒャダイン、朝比奈彩はいずれも水曜日レギュラーへ移動（朝比奈は9月28日放送で卒業）。
- 3月28日（月）より週4日放送に[3]リニューアル、「エンタメ専門リサーチ情報まとめTV」として大刷新[2]。これまで月 - 水曜MCを担当していた大木は月・火・木曜MCに、同じく木・金曜MCを担当していた岡田は水・木曜MCに担当を変更。これにより木曜日はダブルMCが務める形となる。新レギュラーとして、月曜日に矢沢心、木曜日に木下優樹菜が加入[2]、さらに木曜日レギュラーだった辺見えみり、火曜日レギュラーだった椿鬼奴が曜日交換で移動。
- 5月11日（水）より水曜日担当お天気お姉さんとして、眞木美咲パメラ（ファッションモデル）がこの日から登板（9月28日放送で卒業、翌週10月5日より木曜日担当の三浦優奈（タレント）が水曜日担当となる）。
- 8月9日（火）・11日（木） - リオデジャネイロオリンピック中継のため休止。
- 9月29日（木）の放送をもって、第1回放送から約6年半[注 84]DJを務めたDJ MICKEY（坂上みき）が勇退。また『ラジかるッ』から引き継がれてきた突撃芸人枠も廃止となった。
- 10月6日（木）より、番組初の「お天気お兄さん」として、中京圏で活動する男性アイドルグループ・MAG!C☆PRINCEの桃色担当・西岡健吾が木曜日担当としてこの日の放送から登板[12]。

### 2017年
- 1月5日（木） - この日をもって中京テレビが11:25以降のネット取り止め[注 85]。
- 3月29日（水） - この日の放送をもって、水曜担当のお天気お姉さんを務めた三浦優奈[注 86]が番組卒業。なお、後述の通り翌週から「お天気お兄さん」枠を設立するのに伴い、『ラジかるッ』から引き継がれてきた「お天気お姉さん」はこの日をもって廃止。三浦が番組最後のお天気お姉さんとなった。
- 4月3日週 - 番組放送8年目に突入、この週からレギュラー出演者を一新。パネリスト枠は月曜が矢沢心の後枠に澤部佑が入った以外変動なし。また、前年9月までの突撃芸人枠を「芸人リポーター」枠として復活、水曜日担当の永野に加え新メンバーが加入（カミナリ、銀シャリ、ブルゾンちえみ with B）。さらに、気象情報担当キャスターは引き続き木曜を担当する西岡に加え、各曜日男性1名ずつを起用、これで全曜日「お天気お兄さん」となる[47][48][49][50]。
- 4月19日（水） - この日をもって、小嶋陽菜（水曜日レギュラー）がAKB48を卒業[注 87]、同日夜の卒業公演を前に心境を語った。なお、小嶋の卒業により、番組開始時からいたAKB48現役メンバーのレギュラー出演者は一人もいなくなった（卒業後もレギュラー出演は継続）。
- 10月2日（月）より、前週で卒業した華原朋美[51]の後枠となる月曜日新レギュラーとして、関根麻里とあらぽん（ANZEN漫才）の両名が加入、隔週交代でパネリストとして出演[11][注 88]（初日は2名揃って出演した）。

### 2018年
- 2月19日（月） - ピョンチャンオリンピック中継のため休止。
- 5月8日（火） - この日の放送より、日本テレビ系列で放送する番組の最新情報を紹介する新コーナー「日テレ1週間」を開始。
- 7月9日（月） - 放送2000回を達成した[52]。
- 9月24日〜27日 - 番組最終週は、約8年半の放送の名場面や、過去の企画の復刻版などを放送。週通し企画として、ザ・たっちの代名詞となった天カメ中継企画「天カメ教室 ちょっとウケたい授業」（2010年3月28日 - 2013年3月29日、月・火・金曜日）を約5年ぶりに復活、1週間にわたり汐留日テレタワー前広場から生中継を実施した[53][54]。

## 付記事項

### お天気お姉さんオーディション
日本テレビ初の試みとして、2011年4月からの「お天気コーナー」を担当するお天気お姉さんをSNSサイト「Facebook」を通じて募集した。2012年以降も同様のオーディションが行われた。
- プロアマを問わない動画投稿オーディションで、過去の例として、2011年は自己紹介とお天気原稿読み、特技実演をまとめた2分以内の動画を受け付けた。2012年は自己紹介とお天気原稿読み、一人芝居原稿読みをまとめた2分以内の動画を受け付けていた。
- 動画投稿オーディションを通過した6名の候補者は2011年3月10日の「お手を拝借! 手相でスッPON!」に出演し、当日2次審査が行われた[注 89]。
- 2013年度までは3人だったが、2014年度は曜日ごとに5人が担当していた。それぞれにキーカラーとキャラクターを連想させる気象イメージを付け、また番組を飛び出し、ユニットとしてイベント出演なども展開した[55]。2015年度は再び3人に戻った。
- なお、2016年度はFacebookによる募集は行わず、非公開でオーディションを実施。同年度は曜日ごとに4人が担当していた（10月から木曜日「お天気お兄さん」として西岡健吾が加入したため1名減り[注 90]、末期は3人となった）。
- 2017年度からお天気コーナーは各曜日とも男性が担当となり「お天気お兄さん」へ移行したため、2016年度限りでお天気お姉さんは廃止となった。

### 春のPON!祭り
番組連動のイベントとして、2012年から2015年まで、毎年3月下旬に『春のPON!祭り』と題したイベントを汐留・日テレプラザにて開催していた。
- 本イベントでは番組の公開生放送の=ほか、1日2回（土・日曜は3回）のステージライブや、日本テレビ系人気番組のアトラクションなども実施していた。入場は無料（ただしライブは整理券が必要）だった。

### PON!カレー
「PON!カレー」は、本番組と大塚食品「ボンカレー」とのコラボレーション（同社による監修）により制作・発売されたカレー。日テレ関連会社の日本テレビサービスが発売し、日テレのオフィシャルグッズショップ「日テレ屋」やインターネット通販サイト「日テレ屋Web」で販売されていた。
2013年12月に番組内で行われた企画で試食等を重ね、その後商品化し、2014年より発売した。
「PON!カレー」には甘口と辛口の2種類があり、甘口（パッケージは黄色で、大木の写真入り）には海苔の佃煮、辛口（パッケージは赤色で、岡田の写真入り）には辛子明太子をそれぞれ使用（賞味期限は2016年3月）。2015年末で発売を終了した。

### お笑い数うちゃPON!
2015年8月3日から12月25日まで行われた、視聴者参加によるお笑い芸人応援企画。月〜木曜まで、若手芸人1組が日替わりで登場しネタを競うもので、投票でネタの面白さに応じて得点（単位は「PON!」）が加算されるものであった。4日間で最も高得点を出した芸人がその週のチャンピオンとなり、金曜日の放送では週間チャンピオンが再出演しネタを披露する。
- 投票にはパソコン、スマートフォンおよびデータ放送から参加する方式で、一人3PON!まで投票可能。データ放送は2015年11月2日より新たに追加された。なお、投票参加者はその日の視聴者プレゼントへの応募が可能となる。
- 総合得点は各日エンディングにて、天気予報の後に大木・岡田から発表される。
- また、月末の最終金曜日には最終週を含む優勝芸人各組による「月間チャンピオン大会」を開催。2015年10月までは各週優勝芸人4組がそのまま月間チャンピオン大会に出場していたが、11月からは上述の投票方式変更に伴い、芸人が優勝した週の金曜日に12,000PON!以上獲得すれば月間チャンピオン大会の出場権を得る方式となった（最終月となった同年12月は獲得者が1組も出なかったため、開催はなくなった）。
- また、隔週金曜日の放送後に今後出場する芸人を選ぶ抽選会が行われていた[注 92]。
- 2015年12月18日放送では初の同点決勝（同一週に2組が同じ得票数でトップ）が行われた。

| 年     | 月   | 優勝芸人     | 所属事務所                             | 備考                                               |
| ------ | ---- | ------------ | -------------------------------------- | -------------------------------------------------- |
| 2015年 | 8月  | ANZEN漫才    | 浅井企画                               |                                                    |
| 2015年 | 9月  | 西村ヒロチョ | よしもとクリエイティブ・エージェンシー |                                                    |
| 2015年 | 10月 | BBゴロー     | トップカラー                           |                                                    |
| 2015年 | 11月 | カトゥー     | マセキ芸能社                           |                                                    |
| 2015年 | 12月 | （なし）     | （なし）                               | 各週優勝芸人が12,000PON!以上獲得出来なかったため。 |

## ネット局
| 放送対象地域 | 放送局                 | 系列           | 放送曜日・放送時間        | 放送開始日                    | 備考 |
| ------------ | ---------------------- | -------------- | ------------------------- | ----------------------------- | --- |
| 関東広域圏   | 日本テレビ （NTV）     | 日本テレビ系列 | 月曜 - 木曜 10:25 - 11:30 | 2010年3月29日 - 2018年9月27日 | 『PON!』制作局 2016年3月25日までは月曜 - 金曜。 2011年3月28日から2014年3月31日までは10:25 - 11:25。                                    |
| 中京広域圏   | 中京テレビ （CTV）     | 日本テレビ系列 | 月曜 - 木曜 10:25 - 11:25 | 2010年3月29日 - 2018年9月27日 | 2014年4月1日から2017年1月5日までは10:25 - 11:30。                                                                                      |
| 福岡県       | 福岡放送 （FBS）       | 日本テレビ系列 | 月曜 - 木曜 10:25 - 11:30 | 2010年3月29日 - 7月15日       | |
| 近畿広域圏   | 読売テレビ （ytv）     | 日本テレビ系列 | 火曜 - 木曜 10:25 - 11:25 | 2013年10月1日 - 12月5日       | 「PON!PON!ポシュレ」のコーナーは「11分間のハピネスタイム」に差し替え。 2013年9月3日から12日までの火曜 - 木曜にも臨時ネットを実施した。 |
| 静岡県       | 静岡第一テレビ （SDT） | 日本テレビ系列 | 月曜 - 金曜 10:25 - 11:25 | 2011年1月4日 - 2014年3月28日  | 本番組ネット当時の表記は「だいいちテレビ」（現：Daiichi-TV）。                                                                         |

- 当番組の非ネット局においても、「ラジかるッ×ポシュレ」時代からの流れで「日テレポシュレ（平日昼版）」のみが以下の一部地方局にネットされている。逆に中京テレビのように、『PON!』ネット局でも「PON!PON!ポシュレ」をローカルコーナーに差し替える局もあった。過去にネットしていた読売テレビは、自社通販番組『ビートップスでお買物』や『11分間のハピネスタイム』（番組PRおよび中谷しのぶ〈読売テレビアナウンサー〉による視聴者からのメッセージ紹介コーナー）を放送。
- 大規模災害への対応などで、通常は当番組をネットしていない一部の局にも臨時ネットする場合もある。なかでも、2011年3月14日から31日までの間、東北地方太平洋沖地震（東日本大震災）の被害・影響で、上記2局と当時本番組をネットしていた静岡第一テレビのほか、一時的にネットした局もあった。なお、2016年4月の熊本地震においては、本番組の臨時ネットは行われなかった。

| 放送対象地域 | 放送局           | 系列           | 放送曜日・放送時間   |
| ------------ | ---------------- | -------------- | -------------------- |
| 愛媛県       | 南海放送 （RNB） | 日本テレビ系列 | 土曜 11:55 - 12:55内 |

### 過去のネット局
| 放送対象地域 | 放送局             | 系列           | 放送曜日・放送時間                              | 放送期間                |
| ------------ | ------------------ | -------------- | ----------------------------------------------- | ----------------------- |
| 長野県       | テレビ信州 （TSB） | 日本テレビ系列 | 金曜 11:45 - 11:55 （2010年4月まで月曜 - 金曜） | 2010年3月29日 - 9月24日 |

## スタッフ
- 総合演出：石村修司（2018年6月4日 -、2017年12月4日 - 2018年5月31日まではP、以前はVTR監修→一時離脱）
- 演出：望月理充（月、2017年6月5日 - ）、伊藤光明（火、2017年6月6日 -、一時離脱）、宮崎俊彦（水、2016年11月30日までは水曜、2017年3月28日までは火曜演出）、星野克己（木、2017年12月7日 - ）（望月以外→以前はディレクター）
- 構成：カツオ、佐藤満春（佐藤→以前は金曜担当）（毎日）、はっしー橋本、大塚泰博（月）、大名祥子（火、大名→以前は水→木曜担当）、タムケン（水、2017年12月6日-）、倉野満（木、以前は金曜担当）
- 監修：藤好耕（2018年6月 - 、2015年5月29日までは総合演出、6月1日 - 2016年11月30日まではP►一時離脱）
- TM：吉松耕司
- SW：高田憲一、高野信彦、加賀屋博史、岩本茂、黒木貴博、松嶋賢一、早川智晃
- CAM：中村哲也、荻野高康、日向野崇、福田伸一郎、高野信彦、小林豊、中村佳央、米謙一、村上和正、西阪康史、早川智晃、東武志、榎本丈之、松嶋賢一、津野祐一、濱川和人、井出善彦、渡辺滋雄、三井隆裕、米田博之、佐藤友孝、加美山稔、岩永雄允、伊藤孝浩、岡田勇輝、横田将宏、池田純也、高木亮
- MIX：勝又理行、林英毅、宮内貞、大島康彦、滝口祐造、原秀彰、藤雅樹、辻直哉、高木哲郎、小原正広、山田値久、三石敏生、櫻田勝博、池田正義、加賀金重郎、川合亮、伊藤義典、小境健太郎、青山禎矢
- VE：八木一夫、菅谷典彦、岩間知行、小野敏之、鈴木雄仁、三山隆浩、三崎美貴、矢田部昭、佐久間治雄、飯島友美、塩原和益、天(山)内理絵、佐藤大心、笈川太、山口考志、石野太一、茅野温子、牛山敏彦、舘野真也、石山実、小澤郁彌、久野崇文、鈴木昭博、斎(斉)藤孝行、高橋卓、沼田広美、星勇次、渡邊佳寛、田口徹、佐藤勝義、小峰祐司、江頭恭二、矢込宏敬、柳澤圭佑（柳澤→以前は中継TD）、吉崎慶、佐藤聡一、古手川大、狩野博貴、中村晋也、杉本裕治、鈴木裕美、向山江梨佳、竹内萌江
- LD：長島(嶋)美(義)夫、安井雅子、谷田部恵美、井口弘一郎、佐野広之、藤山真緒、大矢幸男、内藤晋、名取考昌、上北直、大川俊行、千葉雄、宮田千尋、小笠原雅登、小川勉、粂野高央、高橋明宏、木村弥史、山崎光男、木村明、下平好実(美)、坂口尚実(真)、佐々木康雄、加藤恵介、真壁弘、高橋正彦、吉野一(義)、高星武志、荻野谷徹、池長正宏
- 技術協力：NiTRo
- 美術協力：日テレアート
- 音響効果：杉山謙一郎、岡崎宏、橋本いづみ、橘哲夫
- TK：奈良里美、竹島祐子、伊村佳恵、山際慎子、長坂真由美
- 美術：三浦昭彦
- デザイン：熊崎真知子
- 美術装飾：増田セバスチャン
- 音楽協力：日本テレビ音楽
- CG協力：アイヴリックスタジオ
- 協力：4Cast.co.jp.
- 制作協力：AX-ON、東阪企画、GOOD JOB
- 報道デスク：藤井潤、中丸由子
- 芸能デスク：小川和宏、鈴木政裕（鈴木→以前はディレクター►水・金曜担当AP►火・水・金曜担当P►月曜担当AP兼務）、手塚真顧（2017年12月4日-）、妹尾和夫（2018年6月4日 - ）
- 宣伝：畠山直人（一時離脱►復帰）
- AP：谷香奈美（毎日、2017年12月4日-、2017年6月1日-11月30日までは毎日デスク）
- デスク：角田沙織（月・水、以前は月・水・金曜担当）、砂金房枝（火・木）
- ディレクター：
  - 月曜日：島林誠太朗、久保佑斗、山根真樹、齋藤美里（齋藤→以前は毎日D）、板垣雅斗、井原絢、田中元貴、土師恭子
  - 火曜日：梶山飛博、中村克之、大平莉加、齋藤奈奈（齋藤奈→一時離脱►復帰）、金澤賢史、山本史剛、島袋みさと（島袋→一時離脱►復帰）、井原絢
  - 水曜日：時田和典、成瀬祐太、居垣寿典（居垣→一時離脱►復帰）、飯島航、千葉智亮、長友彩景（長友→一時離脱►復帰）、大平莉加、島袋みさと、赤坂祐貴
  - 木曜日：井上公志、松下貴之、森本裕亮、畑中真治、田中元貴、斎藤悠哉、萩原翔樹、平林淳（平林→一時離脱►復帰）
- PON!PON!ポシュレプロデューサー：鬼丸尚（2018年6月4日 - ）、里村匡史（2017年12月5日 -、一時離脱→復帰）、椿美貴（一時離脱→復帰）
- プロデューサー：中谷聡（2017年6月1日 - ）、山本由緖（2018年6月4日 - ）、高田耕作、吉田安宏、三門綾子（三門→以前はAP）、山崎千絵（2018年6月4日 -、以前はAP→一時離脱）、藤永京子
- チーフプロデューサー：小林景一（2018年6月4日 - ）
- 製作著作：日本テレビ

### 過去のスタッフ
- 総合演出：田中裕樹（2015年6月1日 - 2018年5月31日）
- 演出：新井規郎（月、2016年3月23日まで水曜演出→以降2017年5月末まで月曜演出）、村田真之（水、2016年3月25日まで火・金曜演出→11月29日まで火曜演出→2017年5月末まで水曜演出）、狩野丈志（木、2016年3月24日まで月・木曜演出→以降2017年11月30日まで木曜演出）（全員→以前はディレクター）
- 構成：高梨武志（火）、外山信行（水、以前は木曜担当）、今関ちなつ（木）、坂本茜（金）
- TM：小椋敏宏、石渡敏幸、坂東秀明
- 音響効果：中山和人
- TK：橋本美幸
- 美術：大川明子
- 中継TD：川村朋秀、小沢俊博、夏目一得(徳)、篠原昭浩、川村雄一、中濱央友、東條和人、正井祥二郎
- 中継CAM：八木原輝、原島伸光、村田陸彦、岩倉康宏、出野裕史、山内新太、村田義晴
- PR→宣伝：向笠啓祐、柳沢典子、松榮大、立柗典子
- AP：仲田恵一、松本真生（松本→以前はデスク►月〜木曜担当AP►月・水・木曜担当P►火〜木曜担当AP)、齋藤智美（2017年6月1日 - 11月30日）
- 制作進行：浜武由衣（月・火、以前はディレクター）
- デスク：安永美和、志村美果、井上喜子
- 報道デスク：宇佐美理、岸田雪子、片谷直子
- 芸能デスク：高安彰、木村和也、藤田梨奈、才野雅彦（才野→以前はAP►一時離脱►復帰）
- ディレクター：切田美伸、佛田珠美、氣賀澤宏隆、古賀浩一、宮良純子、菊池豪、比良かおり、竹田阿弥乃、今井晶子、関まほろ、山越由貴、岸田直子、中村浩士、増田友加里、山本紗智子、城美幸、高橋秀与、小堀紘枝、保田美里、下川翔平、大沼慶太、吉濱明秀、滝川義子、坂本春菜、村上宗義、山内夢子、藤森和彦（山内・藤森→毎曜日D）、今村健二、小舩井悠輔、星恵美子、中島慶一郎、渡邊洋介、平田啓志、松下理、山口亞里永、斉藤良大、高山利成、飯塚尊、金秀智、安部雅史、松浦巧晃、佐藤伸一（佐藤→一時離脱►復帰）
- PON!PON!ポシュレプロデューサー：清水美菜子、小串理江(恵)、細谷祥(詳)子、及川千津、小林拓弘、久保田誠、筒井亥彦（筒井→一時離脱►復帰）、竹葉信太郎（竹葉→2016年6月2日 - 2017年5月）、土田健太（土田→2017年6月1日 - 11月、一時離脱►復帰）、中村博行（中村→2017年12月4日 - 2018年5月）
- プロデューサー：中西太、安彦真利江、白川大介、貝山京子、菅結子（菅→以前はAP）、杉本光一朗（杉本→2016年6月1日 - 11月30日）、脇山浩一（脇山→2015年6月1日 - 2017年5月31日）、松本浩明（松本→2016年12月1日 - 2017年5月31日）、池田潔美、小野元（小野→以前は芸能デスク）、武井泉、小嶋清美、大田貴史、神崎裕子、三浦顕太郎、布瀬和夫
- チーフクリエイター：西山美樹子
- ラインプロデューサー：宮木宣嗣（以前はプロデューサー）
- チーフプロデューサー：岡田泰三、鈴江秀樹、染井将吾[注 96]、森田公三[注 97]、小松良徳[注 98]

## 関連書籍
- ぴあMOOK「PON! 今すぐマネシピ ちなみにヘルシー!!〜ベスト&食材活用レシピ編〜」ぴあ株式会社、2015年3月2日発売 ISBN 9784835624266